# Wapen van Hieslum

Wapen van Hieslum

Het wapen van Hieslum is het dorpswapen van het Nederlandse dorp Hieslum, in de Friese gemeente Súdwest-Fryslân. Het wapen werd in 1969 geregistreerd.

## Beschrijving
De blazoenering van het wapen in het Fries luidt als volgt:
Lofts-skeandield fan sulver en swart, yn it sulver in read skean steld pompeblêd en yn it swart in gouden klaver.
De Nederlandse vertaling luidt als volgt: 
Linksgeschuind van zilver en zwart, in het zilver een rood schuin gesteld pompeblêd en in het zwart een gouden klaver.
De heraldische kleuren zijn: zilver (zilver), sabel (zwart), keel (rood) en goud (goud).

## Symboliek
- Pompeblêd: staat voor de drooggelegde meren in de omgeving van het dorp.[2]

## Zie ook

Vlag van Hieslum